# Charles de Lorme
Charles de Lorme (1584 – 24 tháng 1 năm 1678) là một vị bác sĩ người Pháp từng hành nghề ở một số khu vực trên khắp châu Âu trong thế kỷ 17. Ông là con trai của Jean Delorme, một vị giáo sư tại đại học Montpellier và cũng là bác sĩ chính của Nữ hoàng Marie de' Medici. Chính điều này đã mở ra cho ông tiền đồ đầy triển vọng trên con đường y khoa, sau khi ông tốt nghiệp trường Montpellier ở tuổi 23 vào năm 1607.
Charles là bác sĩ thân cận của ba hoàng đế Pháp là Henri IV, Louis XIII và Louis XIV. Nhờ những đóng góp của mình, ông là một người rất được kính trọng với vai trò là một thầy thuốc. Ngoài ra, ông còn là bạn của Hồng y Richelieu cùng Thủ tướng Pierre Séguier, người đã cấp cho ông một khoản tiền trợ cấp sau này.
Vào năm 1619 - bệnh dịch hạch bùng phát, Charles de Lome là người đã tạo ra chiếc khẩu trang đầu tiên để bảo vệ mọi người khỏi dịch bệnh. 